# Chinesische Hortensie

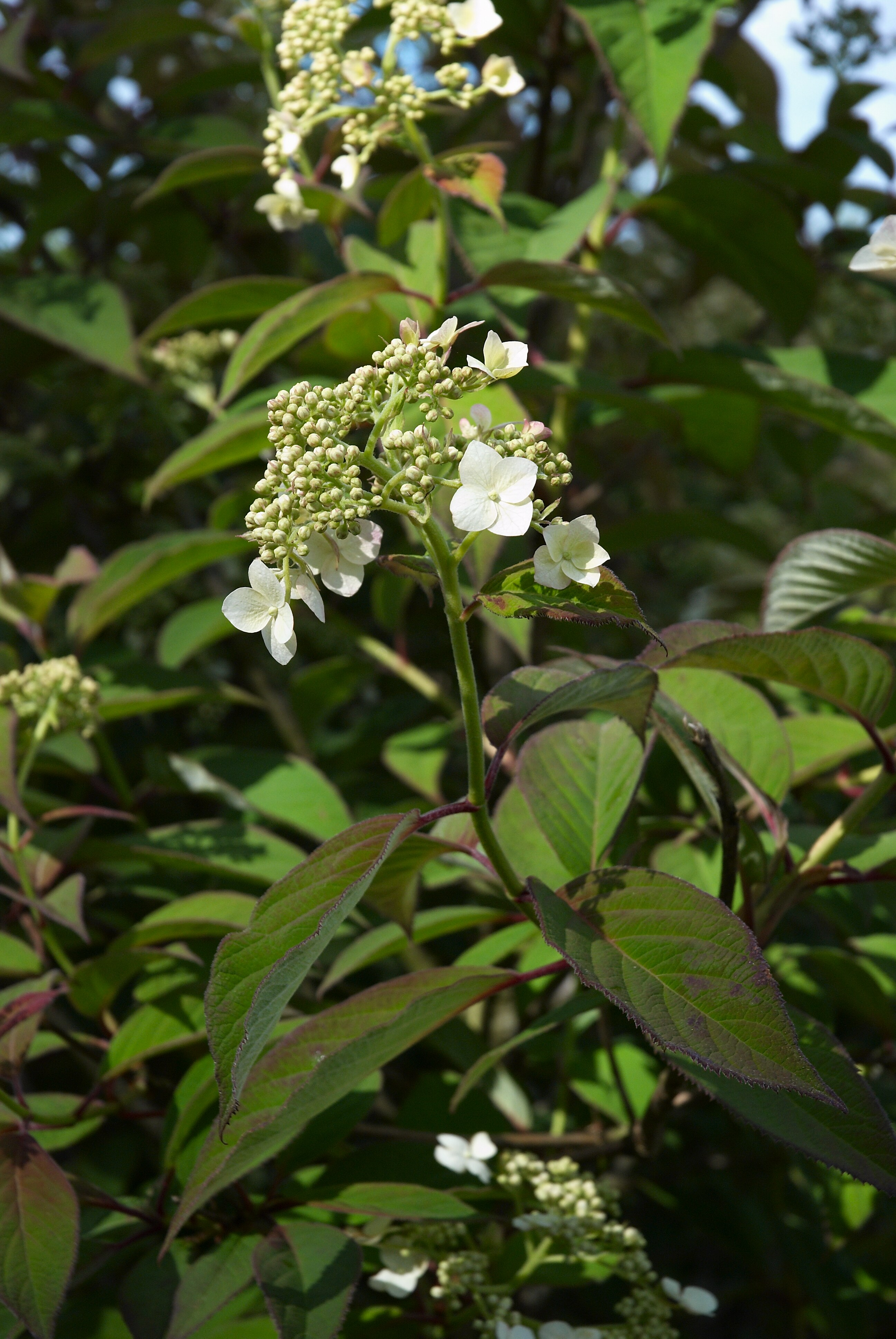
Blütenstand und Blätter

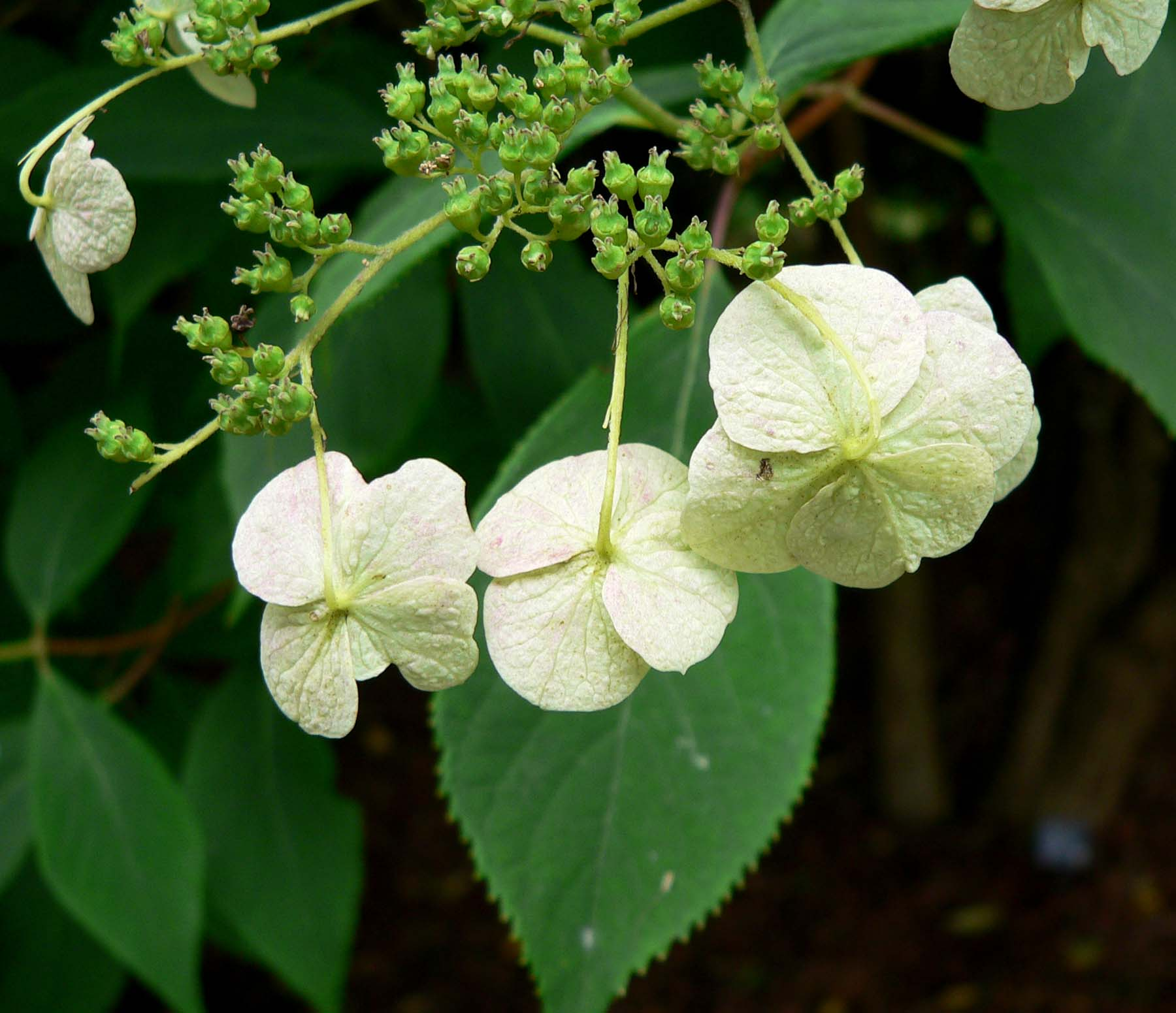
Blütenstand

Die Chinesische Hortensie (Hydrangea heteromalla), auch als China-Hortensie bezeichnet, ist ein Strauch oder selten ein kleiner Baum aus der Familie der Hortensiengewächse. Sie wird aufgrund der dekorativen Blüten häufig als Zierpflanze verwendet. Das natürliche Verbreitungsgebiet liegt in Asien und reicht von der gemäßigten bis in die tropische Zone.

## Beschreibung
Die laubabwerfende Chinesische Hortensie bildet 2 bis 5 oder mehr Meter hohe Sträucher oder kleine Bäume mit rotbraunen bis bräunlichen, behaarten und später verkahlenden Zweigen, die mit wenigen, ovalen Korkporen besetzt sind.
Die Blätter haben einen 2 bis 4 Zentimeter langen, fein behaarten, violett-rötlichen Stiel. Die Blattspreite ist einfach, 6 bis 19 Zentimeter lang und 3 bis 9 Zentimeter breit, eiförmig, elliptisch oder verkehrt-eiförmig, spitz oder zugespitzt, mit leicht herzförmiger, stumpfer oder gestutzter Basis und einfach oder doppelt gesägtem Blattrand. Die Blattoberseite ist gelblich braun, striegelhaarig oder beinahe kahl, die Unterseite dicht grau-weiß und samtig behaart. Es werden sieben bis neun Nervenpaare gebildet.
Die leicht duftenden, sterilen oder zwittrigen Blüten sind in schirmförmigen, 15 bis 20 Zentimeter breiten, behaarten Trugdolden oder Schirmrispen angeordnet, die bei Fruchtreife eine Breite von 27 Zentimeter erreichen. Die wenigen, länger gestielten sterilen Blüten haben bis fünf 0,7 bis 1,6 Zentimeter lange und 0,5 bis 1,4 Zentimeter breite, weiße oder gelbliche bis rosa, rötliche, ovale, breit-eiförmige oder breit-rundliche, ganzrandige, vergrößerte, petaloide Kelchblätter mit gerundeter oder leicht herzförmiger Basis. Die vielen, kurz gestielten, fertilen und zwittrigen, fünfzähligen Blüten mit doppelter Blütenhülle haben einen 1 bis 1,5 Millimeter langen, trichter- bis glockenförmigen Blütenbecher mit 0,5 bis 1,5 Millimeter langen, dreieckigen Kelchzähnen. Die Kronblätter sind 1,8 bis 2,0 Millimeter lang, weiß bis gelblich und länglich-eiförmig. Die zehn Staubblätter sind ungleich lang, die Staubbeutel sind etwa 0,5 Millimeter groß und rundlich. Der Fruchtknoten ist halbunterständig, die drei oder vier Griffel sind aufrecht, pfriemlich und werden an der reifen Frucht 1 bis 1,3 Millimeter lang. Die Narbe ist klein. Es ist ein Diskus vorhanden.
Die holzigen und vielsamigen Kapselfrüchte sind eiförmig bis rundlich und haben Durchmesser von 2,5 bis 3,5 Millimeter. Die Samen sind 0,7 bis 1,0 Millimeter lang, gelbbraun, oval bis länglich, etwas zusammengedrückt und an beiden Enden mit etwa 0,2 bis 0,5 Millimeter langen Flügeln versehen. 
Die Art blüht von Juni bis Juli, die Früchte reifen von September bis Oktober.
Die Chromosomenzahl beträgt 2n = 36.

## Verbreitung und Ökologie
Das natürliche Verbreitungsgebiet reicht von der gemäßigten bis in die tropische Zone Asiens. Man findet die Art in den chinesischen Provinzen Xizang, Yunnan und Sichuan, in Bhutan, Nepal und in den indischen Bundesstaaten Westbengalen, Arunachal Pradesh, Assam, Uttar Pradesh und Sikkim. Sie wächst in artenarmen Wäldern auf Berghängen und Bergspitzen in Höhen von 2400 bis 3400 Metern auf mäßig trockenen bis feuchten, schwach sauren bis schwach alkalischen, kiesig- oder sandig-lehmigen Böden an halbschattigen Standorten. Die Art ist meist frosthart.

## Systematik
Die Chinesische Hortensie (Hydrangea heteromalla) ist eine Art aus der Gattung der Hortensien (Hydrangea) in der Familie der Hortensiengewächse (Hydrangeaceae), Unterfamilie Hydrangeoideae, Tribus Hydrangeae. Sie wurde von David Don 1825 erstbeschrieben.
Sie bildet zusammen mit Hydrangea xanthoneura und Hydrangea bretschneideri eine Sammelart. Häufig wird Hydrangea bretschneideri unter dem Namen Hydrangea heteromalla 'Bretschneideri' nur als Sorte der Chinesischen Hortensie gesehen.

## Verwendung
Sie wird aufgrund ihrer dekorativen Blüten häufig als Ziergehölz verwendet.